# Epíteto
Epíteto (em grego clássico: ἐπίθετ-ος, ον; romaniz.: epítheton – trad.: “acrescido, posto ao lado”) é um substantivo, adjetivo ou expressão que se associa a um nome para qualificá-lo. Pode ser aplicado a pessoas, divindades, objetos ou, na taxonomia dos seres vivos, para designar a espécie ou gênero de um vegetal ou animal, respectivamente, epíteto específico e epíteto genérico.

## Retórica e estilística
Na épica, os epítetos homéricos podem substituir o nome de uma personagem, por antonomásia. Na Ilíada, por exemplo, Aquiles é muitas vezes referido apenas pelos seus epítetos ("o Filho de Tétis", "o de Pés Ligeiros", "o Melhor dos Aqueus" etc.). O mesmo recurso é usado nas canções de gesta: no Cantar de Mío Cid,  Rodrigo Díaz de Vivar (El Cid) é "o que em boa hora cingiu  espada". Ainda na literatura, Dom Quixote é o "Cavaleiro de Triste Figura".
Também personagens históricos podem ser referidas por seus epítetos, como acontece de forma abundante com monarcas e militares, embora o mesmo fenômeno ocorra em outros casos como:
- Aristóteles é "o Estagirita", ou "o Filósofo";
- Catarina é "a Grande";
- Cícero é "o Arpinate";
- Jesus é "o Cristo" (Ungido);
- Átila é "o flagelo de Deus";
- Kant é o "filósofo de Conisberga";
- Simon Bolívar é "o Libertador";

###### Exemplos de Epítetos brasileiros
- Duque de Caxias é o "Pacificador";
- Pedro I é o "Rei-Soldado" e o "Libertador";
- Pedro II é o "Magnânimo";
- Castro Alves é o "Poeta dos escravos";
- Rui Barbosa é a "Águia de Haia";

- Princesa Isabel é a "Redentora";

- Edgar Santos é o "Reitor Magnífico".

Alguns epítetos são normalmente usados para distinguir personagens que tenham o mesmo nome, como é o caso de reis e rainhas: Pedro, o Grande; Pepino, o Breve; Ricardo Coração de Leão; D. Manuel, o Venturoso. Todavia, nem sempre os epítetos são agradáveis e lisonjeiros. Alguns são verdadeiros estigmas, nem sempre justos, para seus infelizes portadores: D. Maria, a Louca; Henrique, o Impotente; Nicolau, o Sanguinário.

## Biologia
Na taxonomia botânica, o epíteto é parte essencial da denominação de um indivíduo, segundo a nomenclatura binomial, pois define a sua espécie ou subespécie; deve portanto seguir o nome do gênero. Exemplos: Arisaema candidissimum (candidissimum é o epíteto); Passiflora edulis var. flavicarpa (edulis e flavicarpa são epítetos).
Em zoologia, ambos os termos da nomenclatura binomial são chamados epítetos: o primeiro, relativo ao gênero, é o epíteto genérico; o segundo, referente à espécie, é o epíteto específico.